# Contea di Gnowangerup
La contea di Gnowangerup è una delle undici local government areas che si trovano nella regione di Great Southern, in Australia Occidentale. Essa si estende su di una superficie di circa 5.000 chilometri quadrati ed ha una popolazione di 1.391 abitanti.